# Agonopterix purpurea
Agonopterix purpurea — вид метеликів родини плоских молей (Depressariidae).

## Поширення
Вид поширений на більшій частині Європи, на Близькому Сході та Північній Азії. Присутній у фауні України.

## Опис
Розмах крил становить 13-15 мм. Голова сіра, лице біле. Передні крила малиново-коричневі з темно-коричневими та білуватими плямами, особливо до кости. Основа білувата. Задні крила світло-сірі, ззаду темніші. Личинка жовтувата, голова чорна.

## Спосіб життя
Метелики літають з серпня по травень-червень. Личинок можна зустріти з травня до початку червня. Вони живляться листям Anthriscus sylvestris, Chaerophyllum temulum, Daucus carota та Torilis japonica. Спершу вони мінують листя рослини-господаря, пізніше об'їдають листя зовні. The species overwinters as an adult. Pupation takes place in a cocoon in the earth.